# Antonio Guijarro Campoy
Antonio Guijarro Campoy (Cartagena, 1925-Madrid, 1982) fue un letrista de canción española.

## Biografía
Nació en Cartagena, siendo hijo de Alejo Guijarro y de Carmen Campoy Zapata. En su infancia, transcurrida en vecina ciudad de La Unión, estudió piano con una profesora privada. Su madre le instiló el gusto por la poesía y la declamación. Adolescente aún, tras la muerte de su padre dejó el hogar materno —desaprobaba una unión sentimental no marital de su madre, de la cual nació un hermano— y buscó la ayuda de parientes paternos en Madrid. 
Luego de abandonar estudios de farmacia —descendía de una estirpe de farmacéuticos—, se dedicó de lleno a su vocación de letrista. Hacia 1953 comienza a ser requerido por notorios compositores del pop de la época. Escribe, pues, para Genaro Monreal —«Pasodoble, te quiero», «Ni se compra ni se vende»—, Enrique Cofiner —«Me gusta mi novio»—, José María Gil Serrano —«A lo loco»—; Ramón Arcusa —«Quisiera ser»—; José Torregrosa —«A pesar de todo»—, Manuel Alejandro —«No tengo, no tengo»—, etc. 
En sus últimos años, su bonanza económica vino de la colaboración con el conocido músico Augusto Algueró, y vale decir que los grandes éxitos musicales de este último sin duda habrían tenido distinta suerte sin las letras con chispa, talento y hábil versificación de Antonio Guijarro. Conocidos títulos del tándem Algueró-Guijarro son «Tómbola», «Estando contigo», «Chica ye ye», «Noelia», «Ola, no vengas sola», «Más bonita que ninguna», «Nubes de colores», y un largo etcétera.  Intérpretes de sus letras fueron, entre otros, Raphael, Conchita Bautista, Carmen Sevilla, Manolo Escobar, Conchita Velasco, Marisol, Rocío Dúrcal, Luisa Linares, Nino Bravo, Javier Solís, Alejandro Fernández. 
Junto a su paisano Ramón Perelló y Ródenas y el célebre Rafael de León, Guijarro forma la gran tríada de letristas de canción popular española de posguerra. Con todo, poco o nada más se sabe de la vida de Antonio Guijarro.